# Masacre de Ayacucho
La masacre de Ayacucho corresponde a una serie de acontecimientos violentos ocurridos durante los días 15 y 16 de diciembre de 2022 en la ciudad de Huamanga (Ayacucho) durante el contexto de las manifestaciones suscitadas en la convulsión social de Perú.Producto de un fallido intento de los manifestantes para tomar el Aeropuerto Coronel FAP Alfredo Mendívil Duarte, defendida por efectivos del Ejército y la Policía Nacional, se reportó la muerte de 10 civiles y 61 heridos (90% de los heridos tenían heridas de bala, mientras que todos los fallecidos tenían disparos en la cabeza o el torso).
Al día siguiente, debido a las consecuencias de lo sucedido y la falta de presencia policial y militar presente en la ciudad, se registraron actos vandálicos como saqueos e incendios de diversos edificios públicos no protegidos. Al mes siguiente, la Policía Nacional del Perú perpetró la masacre de Juliaca.

## Antecedentes

### Históricos
El departamento de Ayacucho es, desde años anteriores, un lugar que ha atravesado diversos conflictos violentos. Uno de ellos se produjo durante la época del terrorismo, cuando la población ayacuchana sufrió el accionar del grupo terrorista Sendero Luminoso y la represión de las fuerzas armadas. 

### Inmediatos
Desde que el presidente Pedro Castillo Terrones fue vacado el 7 de diciembre de 2022 tras su intento de autogolpe, se iniciaron una serie de protestas y manifestaciones a nivel nacional pidiendo la renuncia de la nueva presidenta, Dina Boluarte, la disolución del congreso, la convocatoria a una asamblea constituyente y la liberación de Castillo. Ante la radicalización de las manifestaciones, la presidenta declaró el estado de emergencia nacional, el despliegue de las fuerzas armadas y el toque de queda.

### Frente de Defensa de Ayacucho
El Frente de Defensa del Pueblo de Ayacucho (FREDEPA) es una de las organizaciones involucradas en las protestas de diciembre de 2022. Por entonces, estaba liderado por Rocío Leandro Melgar (camarada Cusi), sentenciada por terrorismo, y según información proporcionada por la Policía estaba afiliada al MOVADEF. La apodada «camarada Cusi» fue detenida días después, junto a la vicepresidenta del FREDEPA, por acusaciones de azuzar las protestas y financiarlas. En enero de 2023, la Dirección contra el Terrorismo (DIRCOTE) mostró algunas evidencias de una presunta vinculación de Rocío Leandro Melgar con las directivas del Comité Central Histórico de Sendero Luminoso. Dicha participación fue mínima pero usada por el gobierno central como una forma de criminalizar la protesta usando la táctica de vinculación al terrorismo.
La organización mostró un posterior apoyó a las marchas denominadas Toma de Lima.

## Desarrollo de los hechos

### Declaratoria de estado de emergencia
El 13 de diciembre del 2022, por la tarde, se oficializó la declaratoria del estado de emergencia a nivel nacional mediante el Decreto Supremo Nº 143-2022-PCM. El estado de emergencia fue declarado por 30 días calendario.

### Convocatoria
Para el 15 de diciembre, la Asamblea Nacional de los Pueblos (ANP) - compuesta por la CGTP, la CUNARC y el FENATEP - convocó a un paro nacional. A esta convocatoria, el FREDEPA anunció su participación, convocando un paro en Ayacucho y declarándose en insurgencia permanente.

### Inicios de las protestas
En el departamento de Ayacucho se registraron los primeros disturbios en el distrito de Los Morochucos, provincia de Cangallo, tras bloquearse la carretera que unía a la ciudad de Ayacucho con Andahuaylas, ciudad del departamento de Apurímac que también registró enfrentamientos desde el 10 de diciembre.

El 15 de diciembre, cientos de ayacuchanos se plegaron a las protestas a pesar de haberse declarado el 13 de diciembre el estado de emergencia. En estas circunstancias, Rocío Leandro manifestó, el 15 de diciembre, ante la declaración del estado de emergencia:
El gobierno nacional piensa que con esta disposición van a callar al pueblo, que deje de marchar y levantar su voz. Lo único que están haciendo es que agite más la reacción de nuestro pueblo.
En la madrugada de ese día, miembros del Ejército ingresaron al aeropuerto para garantizar la seguridad, también se dispuso el resguardo de bancos e instituciones públicas ante posibles ataques. El teniente coronel Enrique Sampén Díaz quedó a cargo de la seguridad del aeropuerto. Bajo su mando, estuvieron el suboficial de primera Jaime Díaz Huicho (encargado de la torre de control), el técnico de primera Javier Aparicio (encargado de la avenida Sao Paulo - sector Canaán) y el capitán Víctor Grados Rivas (encargado de la patrulla ubicada en la avenida Abancay y el cementerio). Lima Airport Partners informó la suspensión de las operaciones del aeropuerto Alfredo Mendívil Duarte de Ayacucho con el fin de salvaguardar la integridad de sus pasajeros y trabajadores. Esto debido a las advertencias de las Fuerzas Armadas que podrían venir manifestantes a tomar el aeropuerto.

### Enfrentamientos en Ayacucho (15 de diciembre)
Durante el día, el primer choque con los militares se dio cuando decenas de manifestantes se aproximaron a la plaza de armas de la ciudad por las cuatro esquinas aledañas, en ese momento, los soldados arrojaron granadas de humo no letal para dispersarlos, sin embargo, no pudieron evitar el ingreso de los manifestantes a la plaza. El oficial del ejército les dijo «Es humo nada más. Tranquilidad, tranquilos por favor» mientras los manifestantes coreaban «Este es Ayacucho, valiente y combativo», entre otras frases. Mientras tanto, un manifestante empezó a convocar a las personas en el mercado local para que se unan a las manifestaciones. Estos fueron trasladados en camionetas. Paralelamente se reportó el bloqueo de vías por parte de los manifestantes.

El clímax llegó cuando los manifestantes intentaron tomar el aeropuerto de Ayacucho que se encontraba resguardado por el ejército, atravesando el cementerio cercano a la zona. El primer acto fue una quema de llantas en la reja este del aeropuerto. Las autoridades a cargo del aeropuerto intentaron dialogar con los manifestantes. Un oficial del ejército dijo al representante de los manifestantes que estaban en el aeropuerto:
 

Acá no pueden entrar… no queremos tener problemas, no queremos tener... accidentados, no queremos tener lastimados, por favor. Nosotros somos del pueblo, al igual que ustedes. Por favor, retírense. Tengan la amabilidad de retirarse. Yo sé que ustedes son personas que entienden, educadas, pacíficas.
 

Pero un grupo de los manifestantes alentó a seguir con la toma del aeropuerto cuando el dirigente que fue a hablar con el ejército retornó y les comunicó las disposiciones. Los manifestantes con piedras, hondas y otros objetos avanzaron para tomar la torre de control del aeropuerto y las pistas de aterrizaje, desatándose el enfrentamiento. El general Antero Mejía, jefe de la Región Policial de Ayacucho, informó que diversos manifestantes estaban usando supuestas armas de fuego para atacar a las fuerzas del orden. Declaró:
La situación está bien tensa. La verdad nos preocupa mucho (...) el Ejército nos está apoyando muchísimo. Espero que esto se calme. (...) Yo ya hablé muchas veces, en todos los idiomas, por favor que no creen violencia. Hay gente allá, al otro lado, que tienen revólveres, están disparando.
El ejército y la PNP respondieron al verse rodeados. Se reportó el uso de bombas lacrimógenas desde helicópteros por parte del ejército. Una facción de manifestantes empezaron a huir del aeropuerto por la vía de Evitamiento de Huamanga, mientras que otro continuó enfrentadose a las fuerzas del orden en los exteriores del aeropuerto, hasta las cinco de la tarde de ese día. A las tres de la tarde, una patrulla militar compuesta por más de 30 efectivos, salieron a las calles aledañas del aeropuerto, en persecución de la primera facción de manifestantes, desatando un tiroteo, desde incluso un grifo cercano de la empresa Primax (el dueño del grifo pidió a los militares que no dispararan). Fueron en estos momentos, en los que hubo la mayor cantidad de bajas civiles. Una civil, menciona que «toda la ciudad escuchó las balas más de dos horas». Aquel día, 218 militares prestaron servicio en la defensa del aeropuerto.
En estos violentos enfrentamientos murieron 10 personas y resultaron heridos más de 52 civiles, entre las personas fallecidas estuvo un danzante de música folclórica. Un padre de familia que atendió a uno de los manifestantes recibió un mortífero disparo a la espalda a pesar de no entrar en las protestas. Además, unos 14 efectivos de las fuerzas del orden también fueron heridos aquel día.
Tras los primeros reportes de víctimas, se dio la quema de las instalaciones del Ministerio Público y la Corte Superior de Justicia por parte de los manifestantes. Se convocaron cacerolazos en la medianoche para rendir tributo a las víctimas. La Dirección Regional de Salud declaró a sus más de cuatrocientos centros de salud en alerta roja. El director regional de Salud de Ayacucho, Walter Bedriñana, señaló en RPP que de los 52 heridos atendidos en el Hospital General, «90% es por perdigones e impactos de bala y el 10% son por contusiones».

### Disturbios en la ciudad (16 de diciembre)
Aunque los enfrentamientos con el ejército continuaron durante la madrugada, durante la mañana los militares de la ciudad se disculparon con la población y se concentraron casi exclusivamente en el aeropuerto Alfredo Mendívil Duarte, que los manifestantes intentaron tomar por segunda vez, esta vez sin éxito. Debido al escaso control policial y militar en Huamanga, decenas de vándalos apedrearon la comisaría de Huamanga, incendiaron la sede del poder judicial de Ayacucho, ubicado en la plaza mayor, los locales de Sunarp y SAT, y saquearon un banco y una tienda de Movistar.
Debido al segundo intento de tomar el aeropuerto ayacuchano, cuatro aeronaves procedentes de Lima, llegaron a Ayacucho con personal militar.
El 17 de diciembre, en reporte de lo acontecido entre el 15 y el 16 de diciembre, la Dirección Regional de Salud (DIRESA) reportó, en total, 61 heridos.
Luego de los sucesos, la exministra Patricia Correa afirmó en 2023 que Dina Boluarte sabía de los hechos filmados en video y no pidió explicaciones al respecto.

## Investigaciones
Carmen Rosa Cardoza, una antropóloga forense y una fundadora del Equipo Peruano de Antropología Forense (EPAF) concluida que el ejército fue disparando a matar porque las víctimas tenían heridas en la cabeza y el torso, pruebas de posibles violaciones de los derechos humanos. Una abogada de la Asociación Pro Derechos Humanos (Aprodeh), Gloria Cano, dicha «En las actas vemos un patrón de lesiones en áreas vitales, que son el abdomen, tórax y cabeza, donde hay heridas por armas de fuego. No pueden decir que les dispararon sin querer comprometer áreas vitales. Ha habido la intención de hacerlo, por las zonas donde cayeron los disparos y el tipo de munición que utilizaron». The New York Times escribió que el ejército disparó contra civiles desarmados «a menudo en aparente violación de sus propios protocolos, que estipulan el uso de fuerza razonable y proporcional al responder a disturbios civiles». En una entrevista con The New York Times, Joel Hernández de la Comisión Interamericana de Derechos Humanos concluyó que las acciones del ejército fueron «excesiva para el objetivo de controlar la protesta».

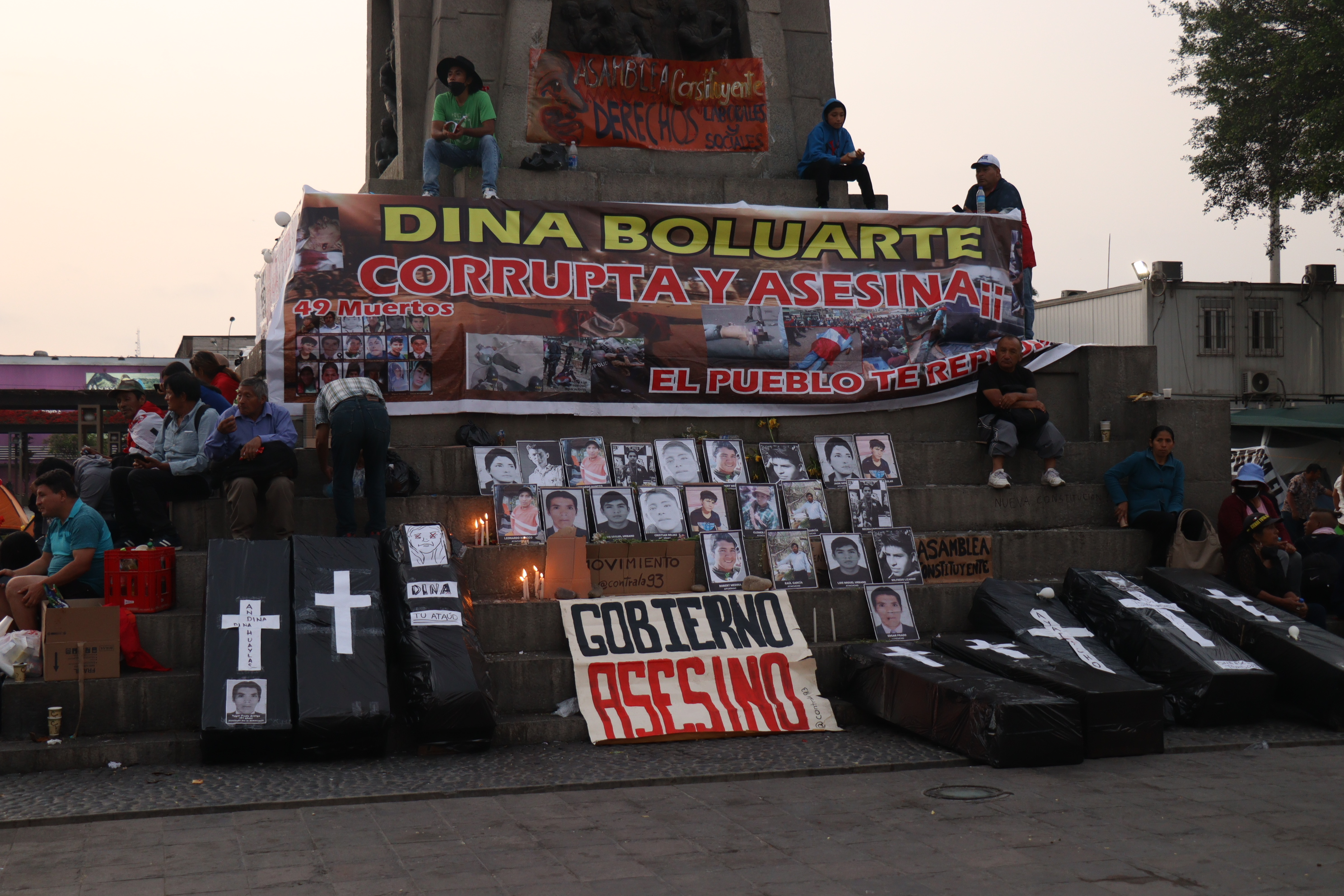
Memorial a los civiles fallecidos en diciembre de 2022, entre ellos los manifestantes de Ayacucho.

### Investigación de los posible perpetradores
El 21 de diciembre de 2022 la Segunda Fiscalía Penal Supraprovincial Especializada en Derechos Humanos anunció la investigación contra el jefe de la Macro Región Policial, el general PNP Antero Mejía Escajadillo; y el comandante general de la Segunda Brigada de Infantería Militar de Ayacucho, el general EP Jesús Vera Ipenza, por señalar como autores sospechosos del delito contra la vida, el cuerpo y la salud en la modalidad de homicidio calificado, por el presunto asesinato de 10 personas en las protestas. La investigación quedó en manos de la fiscal Karen Obregón Ubaldo, de la Segunda Fiscalía Penal Provincial Especializada en Derechos Humanos, Interculturalidad y Delitos de Terrorismo de Ayacucho.
El 15 de febrero de 2023, el comandante general de la segunda brigada de infantería Wari, Jesús Vera Ipenza, comunicó las identificaciones de los 218 militares que cumplieron funciones el día 15 de diciembre de 2022. De ellos, el ejército peruano identificó a 2 capitanes, 12 sargentos, 9 suboficiales, 22 cabos y 7 soldados del servicio militar voluntario.
En diciembre de 2023, el programa La Encerrona de Marco Sifuentes dio a conocer un vídeo que esclareció uno más de los casos de homicidio perpetrados por las fuerzas del orden. En el material audiovisual, se constató que el ciudadano John Mendoza Huarancca fue disparado por proyectiles de las fuerzas del orden sin que hubiera participado en una manifestación.

## Reacciones

### Gubernamentales
El gobierno de Dina Boluarte decretó el toque de queda en 15 provincias del país, entre ellas Cangallo en el departamento de Ayacucho.
La presidenta Boluarte expresó sus condolencias por los asesinatos manifestando

Lloramos el llanto de las madres en Ayacucho y sufrimos el dolor de las familias en todo el país. Hoy, en una triste jornada de violencia, nuevamente lamentamos la muerte de peruanos. Mis profundas condolencias a los deudos. Reitero mi invocación a la paz..

El Comando Conjunto de las Fuerzas Armadas del Perú emitió un pronunciamiento el 16 de diciembre donde informaban que una patrulla militar fue atacada por los manifestantes con revólveres y otros objetos, y que por lo tanto los militares solo se habrían defendido. El Comunicado No 010-2022-CCFFAA manifestaba:

1. El 14 de diciembre del presente, se decreta el Estado de emergencia nacional, debido a los diversos actos de violencia y vandalismo que se vienen generando en el territorio nacional: disponiéndose la participación de las Fuerzas Armadas en apoyo a la Policía Nacional...

2. El 15 de diciembre, aproximadamente a las 13:00 horas, una patrulla del Ejército que se desplazaba de la plaza de armas hacia el aeropuerto de Huamanga, fue atacada por una turba con objetos contundentes, explosivos y armas de fuego artesanales, poniendo en riesgo la integridad física de sus integrantes.

3. La patrulla atacada siguió el procedimiento legalmente establecido, aplicando estrictamente las normas sobre el uso de la fuerza actualmente vigentes.

4. Aproximadamente a las 16:00 horas se tomó conocimiento a través de un comunicado de la DIRESA-Ayacucho, sobre la existencia de personas heridas y fallecidas...

5. El Comando Conjunto de las Fuerzas Armadas, lamenta profundamente el fallecimiento de estas personas y expresa sus más sentidas condolencias a sus familias. 

6. Invocamos a la población a ejercer su derecho a la protesta de manera pacífica, evitando llevar a cabo actos vandálicos...

Lima, 16 de diciembre de 2022

Las Fuerzas Armadas también dijeron que fueron atacados con armas de fuego, pero The New York Times informó que los manifestantes no tenían armas de fuego.
Ese mismo día, la ministra de Educación, Patricia Correa, y el ministro de Cultura, Jair Pérez, nombrados el 10 de diciembre, renunciaron a sus cargos y condenaron los hechos.
El 18 de diciembre los generales del ejército Manuel Gómez de la Torre y Rubén Castañeda Layseca iniciaron la investigación de la muerte de 8 ciudadanos.
En enero de 2024, se condecoraron a los efectivos que habían participado en el controvertida masacre. A pesar del conocimiento previo de la situación, el general Marco Marín, quien ejercía funciones como inspector de la IV División del Ejército, optó por omitir dicha información para permitir la correspondiente condecoración.

### Académicos y grupos de derechos humanos

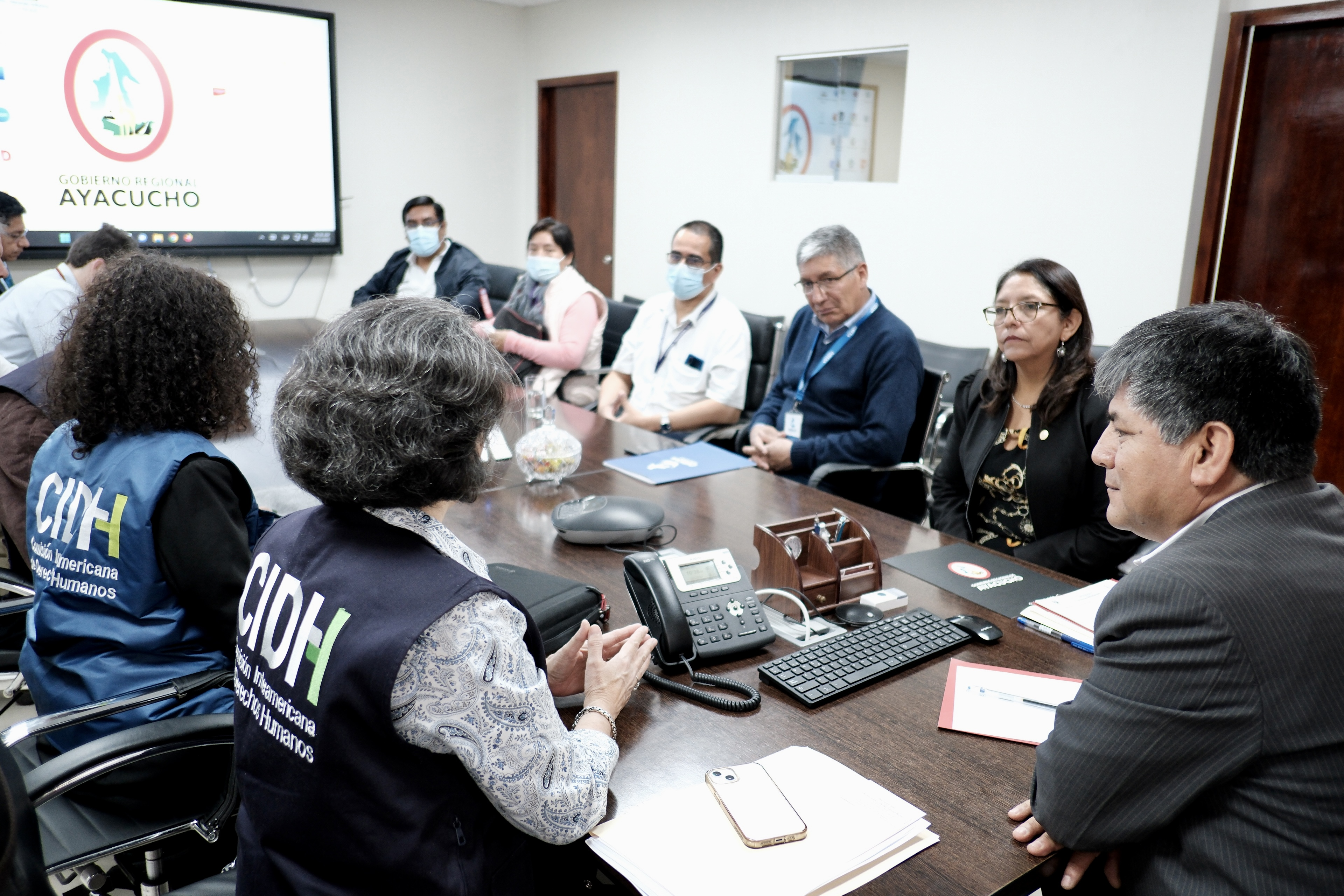
Representantes de la CIDH se reúnen con miembros del Gobierno Regional de Ayacucho.

La Coordinadora Nacional de Derechos Humanos (CNDDHH) condenó el uso de "armas de guerra" contra los manifestantes, y la ONG compartió un video de las autoridades usando armas de fuego automáticas contra los manifestantes. La Asociación Nacional de Periodistas del Perú (ANP) denunció el accionar de las Fuerzas Armadas peruanas, manifestando:

Expresamos consternación por muerte de 7 compatriotas en #Ayacucho. Deploramos actuación de fuerzas armadas en ese contexto, expresamos solidaridad con pueblo ayacuchano que sufrió décadas de horror y demandamos individualizar responsabilidades.

En una entrevista con Democracy Now!, el experto en derechos humanos y sociólogo Eduardo González Cueva de The New School, afirmó

Lo que está pasando es una masacre. Esto es lo que está pasando ahora mismo en Perú. Por un lado, tienes una masacre provocada por la indolencia de las élites sociales en este país, que creen que la vida de un campesino vale menos que cualquier otra... Pero lo que me queda claro es que con la masacre que se ha cometido, el actual gobierno de la señora Boluarte ha perdido toda legitimidad.

Un grupo de 300 intelectuales y escritores condenó la violencia, escribiendo «La Policía Nacional del Perú, institución que ejerce los mismos protocolos represivos contra civiles desde la década de los ochenta, actúa impunemente contra derechos fundamentales, con especial ensañamiento contra manifestantes provenientes de sectores vulnerables, los Andes y la Amazonía» y rechazó a los grupos que ignoran a los ciudadanos vulnerables, afirmando que «El Estado y los poderes corporativos y mediáticos activamente ignoran los pronunciamientos de comunidades campesinas, gobiernos territoriales indígenas, gobiernos regionales, organizaciones y colectivos sociales a lo largo del país, buscando imponerse por la fuerza con un racismo, clasismo y centralismo repudiables».

### Funcionariado público
El Defensor del Pueblo del Perú, luego de anunciar una denuncia penal, afirmó:

En Huamanga ha ocurrido una masacre la tarde de ayer, no es una decisión políticamente acertada. Ayer han recordado lo que fue la época de violencia en Ayacucho.

El Gobierno Regional de Ayacucho pidió el cese inmediato del uso de armas de fuego y de la represión de las fuerzas armadas y la policía nacional contra la población ayacuchana, y responsabilizó al gobierno de Boluarte por las muertes, exigiendo que la presidenta y sus ministros renuncien a sus cargos y exigió «el cese inmediato del uso de armas de fuego y represión por parte de las FF.AA. y la Policía Nacional del Perú contra nuestra población, condenamos todo acto de vandalismo». El gobernador de Ayacucho, Carlos Rúa, también criticó el estado de emergencia y el toque de queda, poniendo énfasis en que este tipo de medidas generan más fallecimientos.
El congresista Álex Flores de Perú Libre presentó en el congreso un recurso de inconstitucionalidad ante la Subcomisión de Acusaciones Constitucionales contra el ministro de Defensa Alberto Otárola y el ministro del Interior César Cervantes por los presuntos delitos de homicidio calificado y lesiones graves.

### Internacionales
El expresidente de Bolivia Evo Morales condenó la violencia en Ayacucho al afirmar:

Nos unimos al clamor de defensores de la vida y Derechos Humanos para exigir que paren la masacre de nuestros hermanos indígenas en #Perú que reclaman respeto a su voto y una democracia que los represente. Ningún gobierno que se manche las manos con sangre del pueblo es legítimo.

## Incidente de Paras
El 20 de enero de 2024, la presidenta Dina Boluarte fue agredida físicamente por la ciudadana Ruth Bárcena (viuda de uno de los fallecidos en la represión de diciembre) cuando se encontraba en el centro poblado Minascucho en el distrito de Paras.